# Michael Burks
Michael Burks (30. července 1957 Milwaukee, Wisconsin, USA – 6. května 2012 Atlanta, Georgie, USA) byl americký bluesový kytarista a zpěvák. Spolupracoval například s Johnnie Taylorem a O. V. Wrightem. Zemřel 6. května 2012 po návratu z evropského turné. Zhroutil se na letišti Hartsfield-Jackson International Airport, následně zemřel v atlantské nemocnici. Jeho otcem byl basista Frederick Burks.

## Sólová alba
- From the Inside Out (1999)
- Make It Rain (2001)
- I Smell Smoke (2003)
- Iron Man (2008)